# 가가와현 제2구
가가와현 제2구(일본어: 香川県第2区)는 일본의 중의원 선거구이다. 1994년 공직선거법으로 신설되었다.

## 지역
- 다카마쓰시
- 마루가메시
- 사카이데시
- 사누키시
- 히가시카가와시
- 기타 군
- 아야우타군

## 역대 의원
| 선거          | 정당 | 정당       | 의원            |
| ------------- | ---- | ---------- | --------------- |
| 1996년 제41회 |      | 자유민주당 | 기무라 요시오   |
| 2000년 제42회 |      | 자유민주당 | 기무라 요시오   |
| 2003년 제43회 |      | 자유민주당 | 기무라 요시오   |
| 2005년 제44회 |      | 자유민주당 | 기무라 요시오   |
| 2009년 제45회 |      | 민주당     | 다마키 유이치로 |
| 2012년 제46회 |      | 민주당     | 다마키 유이치로 |
| 2014년 제47회 |      | 민주당     | 다마키 유이치로 |
| 2017년 제48회 |      | 희망의 당  | 다마키 유이치로 |
| 2021년 제49회 |      | 국민민주당 | 다마키 유이치로 |
| 2024년 제50회 |      | 국민민주당 | 다마키 유이치로 |

## 역대 선거 결과

### 1996년 (제41회)
|  | 78.71% |

|  | 21.29% |

### 2000년 (제42회)
|  | 53.58% |

|  | 33.80% |

|  | 7.35% |

|  | 5.27% |

### 2003년 (제43회)
|  | 56.36% |

|  | 38.08% |

|  | 5.57% |

### 2005년 (제44회)
|  | 55.89% |

|  | 38.91% |

|  | 5.20% |

### 2009년 (제45회)
|  | 57.17% |

|  | 41.35% |

|  | 1.48% |

### 2012년 (제46회)
|  | 50.04% |

|  | 45.53% |

|  | 4.43% |

### 2014년 (제47회)
|  | 55.82% |

|  | 40.60% |

|  | 3.58% |

### 2017년 (제48회)
|  | 55.49% |

|  | 40.40% |

|  | 4.11% |

### 2021년 (제49회)
|  | 63.50% |

|  | 36.50% |

### 2024년 (제50회)
|  | 66.41% |

|  | 28.81% |

|  | 4.78% |

## 같이 보기
- 가가와현 선거구